# Termogenina
Termogenina (UCP1 – ang. uncouple protein, rozsprzęgacz protonów) – białko występujące w wewnętrznej błonie mitochondriów tkanki tłuszczowej brunatnej, mające postać kanału jonowego przepuszczalnego dla jonów wodorowych.

## Historia odkrycia
Białko UCP1 zostało odkryte w 1978 roku, a w roku 1997 odkryto jej homolog - białko UCP2.
Pierwsze udane sklonowanie białka UCP1 odbyło się w 1988 roku.

## Molekularny mechanizm działania termogeniny
Termogenina wykorzystuje ten sam gradient protonów, który, według teorii chemiosomotycznej Mitchella, wykorzystuje syntaza ATP. Przejście protonów z przestrzeni międzybłonowej mitochondrium do macierzy mitochondrialnej przez ten kanał nie powoduje jednak powstania ATP, jak w procesie fosforylacji oksydacyjnej, lecz wytworzenie energii cieplnej. Podsumowując: komórki posiadające termogeninę wytwarzają więcej energii cieplnej kosztem spadku produkcji ATP.
Termogenina jest fizycznym związkiem rozsprzęgającym, którego podawane in vivo sztuczne substytuty są dla komórek toksyczne. Antybiotyk oligomycyna całkowicie blokuje syntazę ATP, co powoduje potrzebę zwiększonej aktywności substancji rozsprzęgających (in vivo - tylko termogenina).
Dzięki swoim właściwościom rozsprzęgania protonów niweluje ona powstający na błonie mitochondrium potencjał elektrochemiczny.

## Charakterystyka czynnościowa i funkcjonalna termogeniny
Zwierzęta zapadające w sen zimowy wykorzystują termogeninę do podtrzymywania temperatury ciała przy zmniejszeniu przemiany materii do minimum.
U ludzi tkanka tłuszczowa brunatna zawierająca termogeninę pojawia się w ostatnich dwóch miesiącach życia płodowego i w rozwiniętej postaci można ją spotkać w okresie niemowlęctwa. W późniejszym okresie życia człowieka ulega inwolucji, a jej występowanie ogranicza się do tkanki podskórnej okolicy międzyłopatkowej i szyi, śródpiersia oraz okolic dużych tętnic brzusznych i nerek.

Schematyczne działanie termogeniny (produkcja ciepła) podczas lipolizy.

Termogenina została także odnaleziona w tzw. beżowej tkance tłuszczowej (ang. brite adipose tissue), co wiąże się z główną funkcją tejże tkanki - produkcją energii.
Udowodniono także, że poziom tego białka w błonie wewnętrznej mitochondrium komórek żółtej tkanki tłuszczowej (ang. white adipose tissue) rośnie wraz z narażeniem tychże komórek na długotrwały wpływ niskiej temperatury. Ilość białka osiąga niemalże wtedy poziom, na jakim występuje w tkance beżowej. Udowodniono jednak, że synteza termogeniny w odpowiedzi na zimno nie trwa w nieskończoność - ilość kodującego to białko mRNA wraca do pierwotnego poziomu (tj. w temperaturze 28 °C) po ok. tygodniu nieprzerwanej ekspozycji na zimno.
Równocześnie zaobserwowano zmniejszoną ekspresję białka UCP1 wraz z ekspozycją komórek tłuszczowych na wysoką temperaturę. Równocześnie zaobserwowano także spadek ekspresji leptyny, co m.in. hamuje glukoneogenezę i lipolizę, jednocześnie nasilając lipogenezę.

## Homologi UCP1
Termogenina posiada wiele poznanych homologów: UCP2, UCP3, UCP4, StUCP, BMCP1, AtUCP itd. Sumarycznie nazywa się je rozsprzęgaczami protonów.
Białko UCP2 posiada podobne funkcje co UCP1, lecz występujące nie tylko w tkance tłuszczowej. Duże jej ilości odnaleziono m.in. w jelicie, śledzionie i płucach, a w mniejszych ilościach występuje także w macicy, natomiast odmiana UCP3 jest spotykana w mięśniach i brązowej tkance tłuszczowej. Pod względem sekwencji aminokwasów są to białka bardzo do siebie podobne.
Natomiast białkiem StUCP nazywamy białko również pełniące funkcję rozsprzęgania protonów, jednak, występuje ona u roślin. Występują pewne podobieństwa molekularne do białek występujących w organizmach ssaków, jednak stUCP jest bardziej podobna (w sensie sekwencji nukleotydów) do UCP2. Jednak badania przeprowadzone na początku XXI wieku pokazały, że białek roślinnych o takiej funkcji jest więcej i zostały one potem nazwane wspólną nazwą pUCP (plant uncouple protein). Obecnie pod nazwą StUCP nazywa się odmianę wyizolowaną z pomidora, a odmianę AtUCP - odmianę wyizolowaną z rzodkiewnika pospolitego. Odmiana AtUCP jest wydzialana nie tylko w przypadkach oziębienia rośliny, lecz także w innych sytuacjach stresowych.
Odmiana BMCP1 występuje natomiast w mózgu.